# 랜드샛 계획

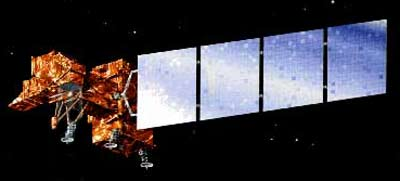
랜드샛 6호/7호

랜드샛 계획(영어: Landsat program)은 미국 항공우주국의 지구 관측 위성 계획이다. 1972년 7월 23일, 지구 자원 기술 위성(Earth Resources Technology Satellite)이라는 이름으로 런칭하였다가, 최종적으로 랜드셋으로 바뀌었다. 1972년 첫 위성을 발사했으며, 마지막 위성은 2013년 2월 11일에 발사한 랜드샛 8호이다. 랜드샛 위성을 통해 수백만 장의 지구 사진을 얻었다.
랜드샛 위성은 천연자원의 감소, 새로운 농지 개발, 환경파괴 등의 문제를 해결하려는 구체적인 노력으로 띄운 극궤도위성으로, 고도 920km 정도에서 남북으로 원궤도를 그리며 돈다. 조사 대상은 지구 표면에 있는 농작물의 종류, 성장 상태, 토양의 지질학적 구조, 암석의 종류, 토질, 당 속의 수분 함유량, 지표의 물 분포, 해양오염도 등이다.

## 랜드샛 계획의 위성
- 랜드샛 1호 - 1972년 7월 23일 발사. 1978년까지 운용됨.
- 랜드샛 2호 - 1975년 1월 22일 발사. 1981년까지 운용됨.
- 랜드샛 3호 - 1978년 3월 5일 발사. 1983년까지 운용됨.
- 랜드샛 4호 - 1982년 7월 16일 발사. 1993년까지 운용됨.
- 랜드샛 5호 - 1984년 3월 1일 발사. 2013년까지 운용됨.
- 랜드샛 6호 - 1993년 10월 5일 발사. 궤도 진입 실패.
- 랜드샛 7호 - 1999년 4월 15일 발사. 현재 운용 중.
- 랜드샛 8호 - 2013년 2월 11일 발사. 현재 운용 중.

2020.10.22 기준

## 같이 보기
- 지구 관측 위성
- 지리 정보 시스템
- 정사사진
- 원격탐사